# Kabinet-Marijnen
Het kabinet-Marijnen was het Nederlandse kabinet van 24 juli 1963 tot 14 april 1965. Het kabinet werd gevormd door de politieke partijen Katholieke Volkspartij (KVP), Volkspartij voor Vrijheid en Democratie (VVD), Anti-Revolutionaire Partij (ARP) en de Christelijk-Historische Unie (CHU) na de Tweede Kamerverkiezingen van 1963. Het centrumrechtse kabinet-Marijnen was een meerderheidskabinet dat zowel in de Eerste Kamer als de Tweede Kamer kon rekenen op een ruime meerderheid. Het kabinet-Marijnen was een voortzetting van het voorgaande kabinet-De Quay.

## Verloop
Het kabinet regeert tijdens een periode van hoogconjunctuur door onder meer aardgasvondsten. Deze begunstigen het financieel-economische beleid. Er is krapte op de arbeidsmarkt, waardoor de lonen gaan stijgen. Vanwege een tekort op de arbeidsmarkt worden buitenlandse werknemers geworven. Het kabinet zet de opbouw van de verzorgingsstaat voort, de Ziekenfondswet wordt ingevoerd en in 1964 voert minister van Sociale Zaken en Volksgezondheid Gerard Veldkamp het sociaal minimum in. In 1964 neemt de regering  maatregelen tegen commerciële televisie-uitzendingen (TROS) vanaf de Noordzee (vanaf het zogenaamde REM-eiland).
Het (voorgenomen) huwelijk van prinses Irene met Carel Hugo van Bourbon-Parma op 29 april 1964 en de daarmee samenhangende overgang van Irene naar het katholicisme leiden tot veel commotie. Belangrijkste reden daarvoor zijn de aspiraties van Carel Hugo: hij maakt aanspraken op de Spaanse troon. Prinses Irene verliest door het huwelijk haar recht op troonopvolging. Het feit dat Irene tot het katholieke geloof is overgegaan, is voor een deel van de protestanten overigens moeilijk verteerbaar. De fractieleiders van ARP en CHU wensen echter niet uit te spreken, dat een katholiek op de troon ondenkbaar is.
Op 15 september 1964 tijdens de algemene beschouwingen informeert minister van Financiën Johan Witteveen de Tweede Kamer over de slechte toestand van de economie. Er is sprake van een betalingsbalanstekort en mede door de loonstijgingen gaan de overheidsuitgaven flink omhoog. Hoewel achteraf uit de cijfers blijkt dat het EMU-tekort en de EMU-schuld daalden, wordt er gesproken van het 'Gat van Witteveen' op de begroting. Om de stijgende overheids- en sociale zekerheidsuitgaven te financieren overschrijden de collectieve lasten de grens van 30% van het BNP.

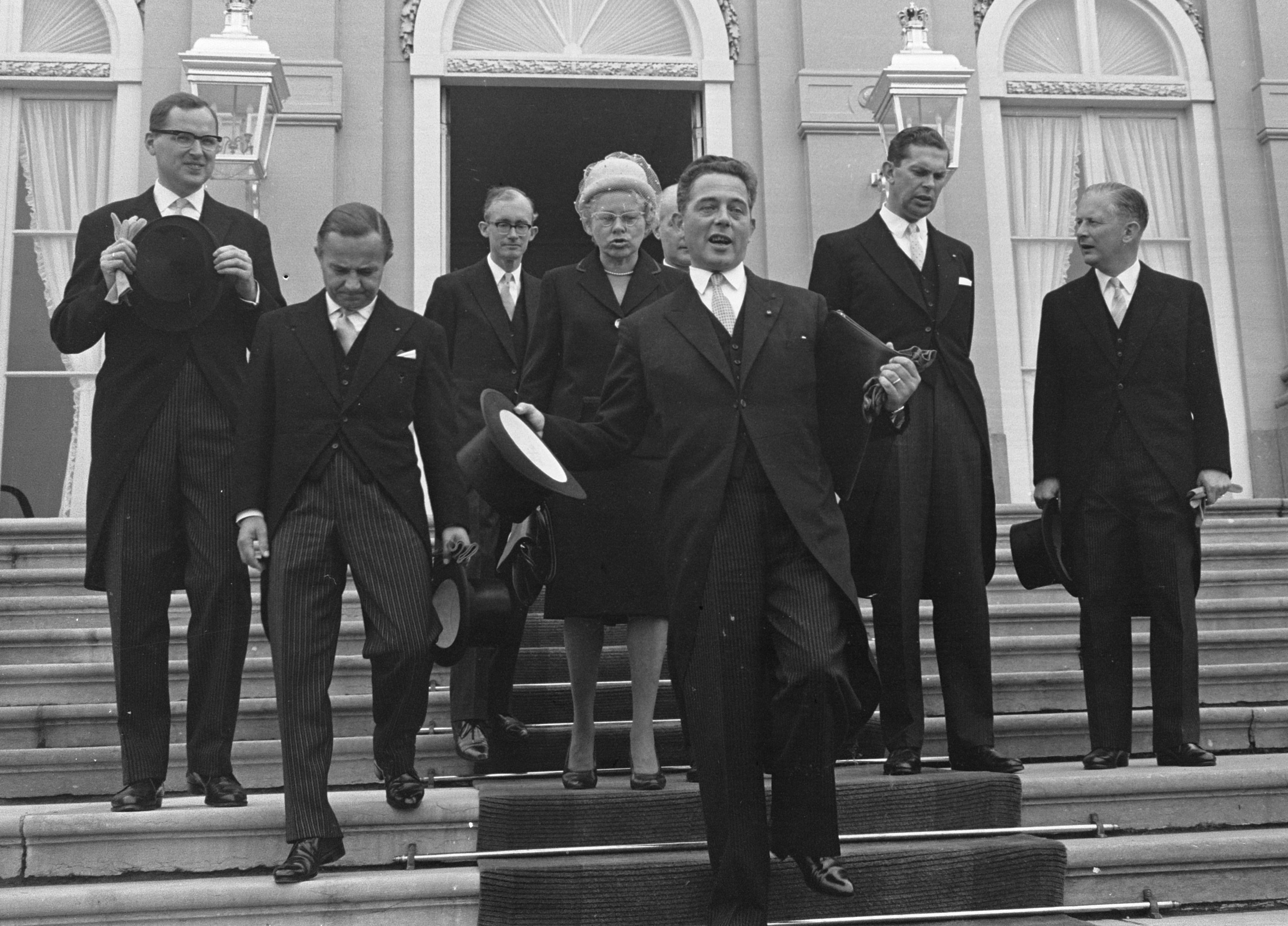
De ministers van het kabinet-Marijnen na de beëdiging bij Huis ten Bosch op 24 juli 1963.

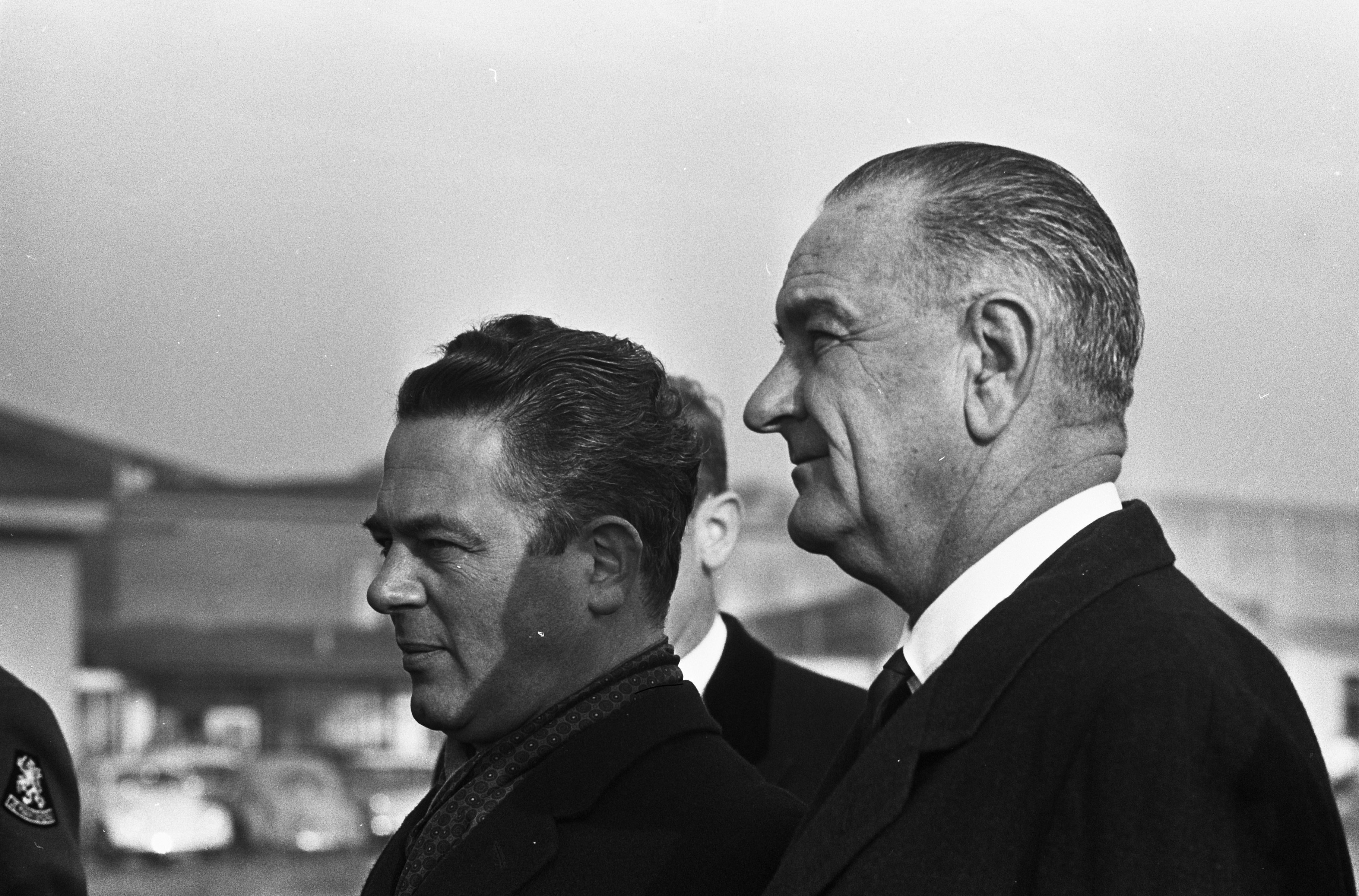
Minister-president Victor Marijnen (links) en vicepresident van de Verenigde Staten Lyndon B. Johnson op Vliegveld Ypenburg op 5 november 1963.

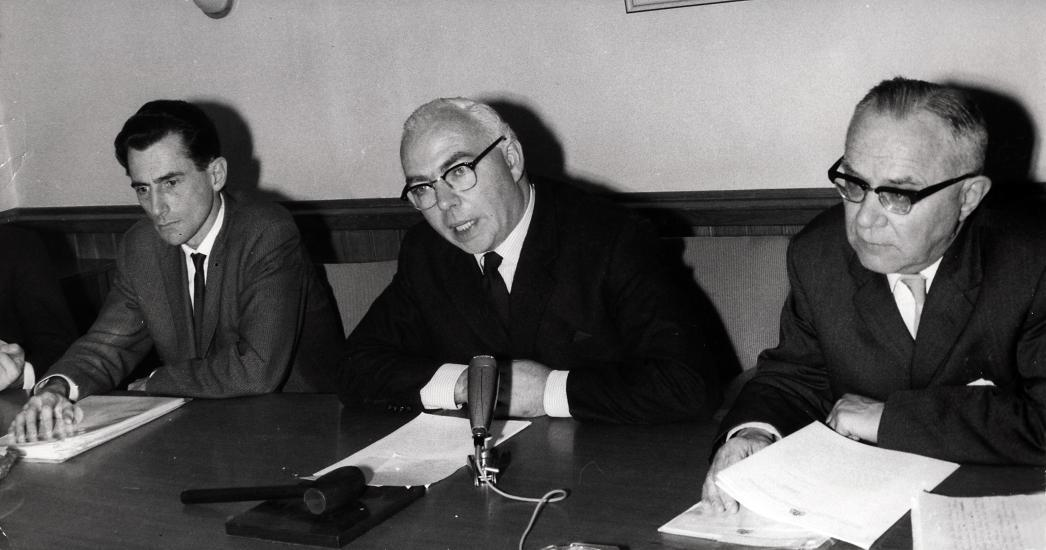
Minister van Sociale Zaken en Volksgezondheid Gerard Veldkamp (midden) tijdens een persconferentie op 10 januari 1964.

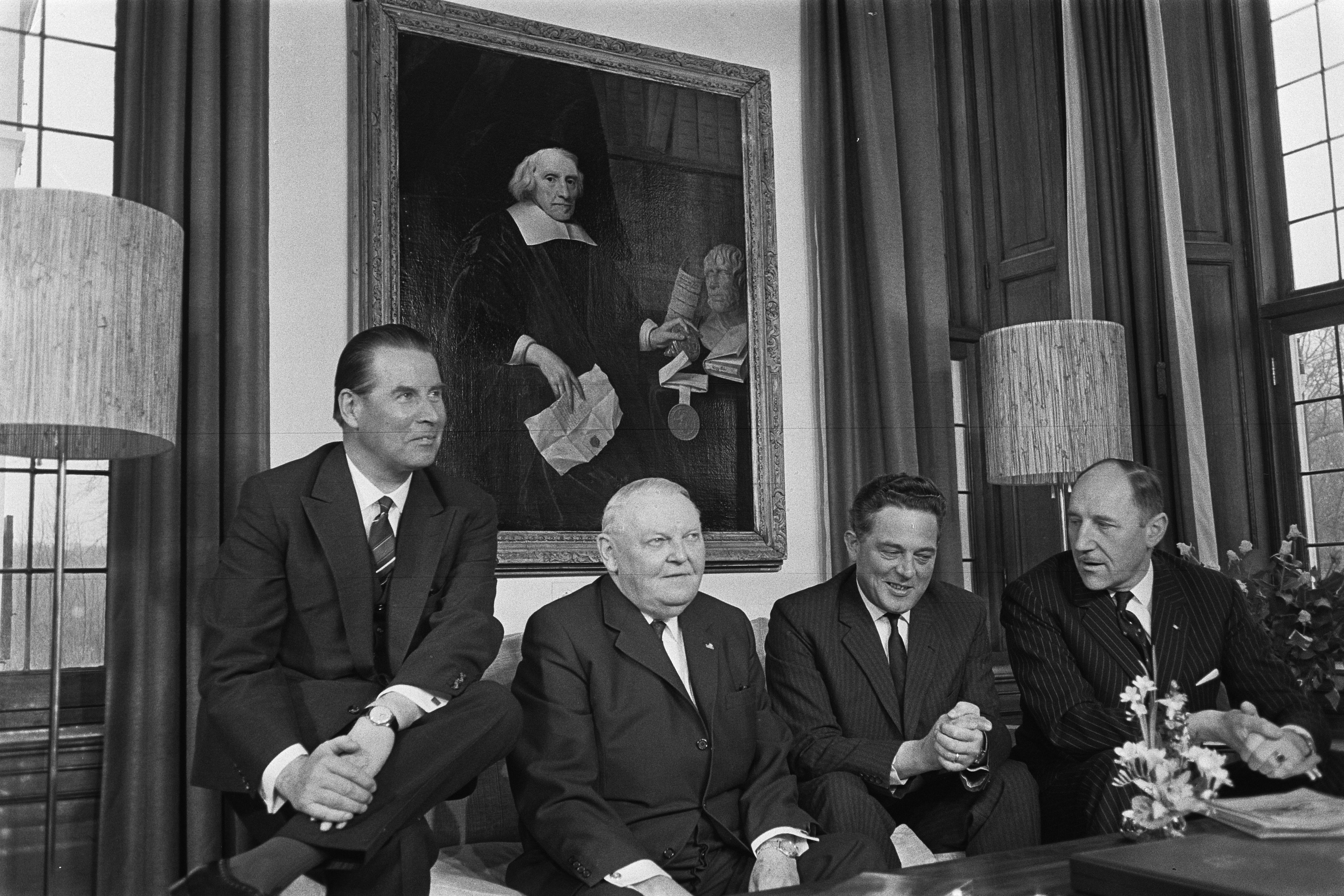
V.l.n.r. de Duitse minister van Buitenlandse Zaken Gerhard Schröder, bondskanselier van Duitsland Ludwig Erhard, minister-president Victor Marijnen en minister van Buitenlandse Zaken Joseph Luns op het Catshuis op 2 maart 1964.

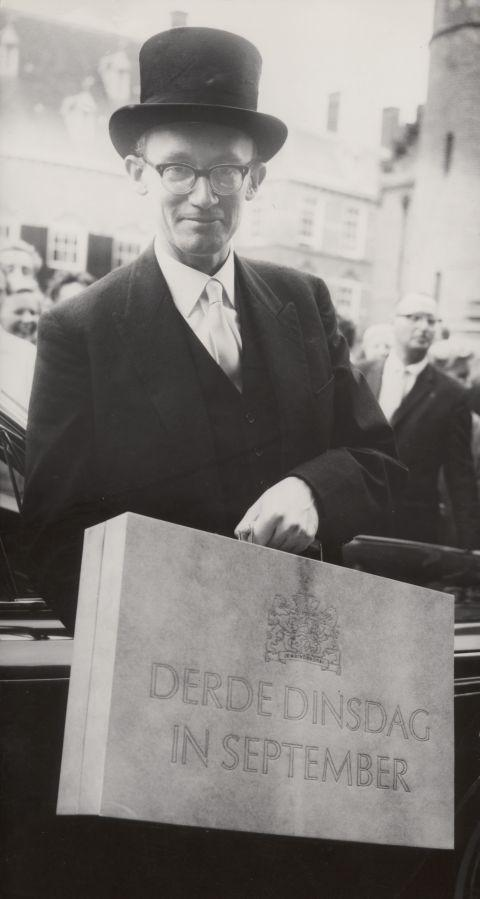
Minister van Financiën Johan Witteveen en het koffertje met de miljoenennota op het Binnenhof op 15 september 1964.

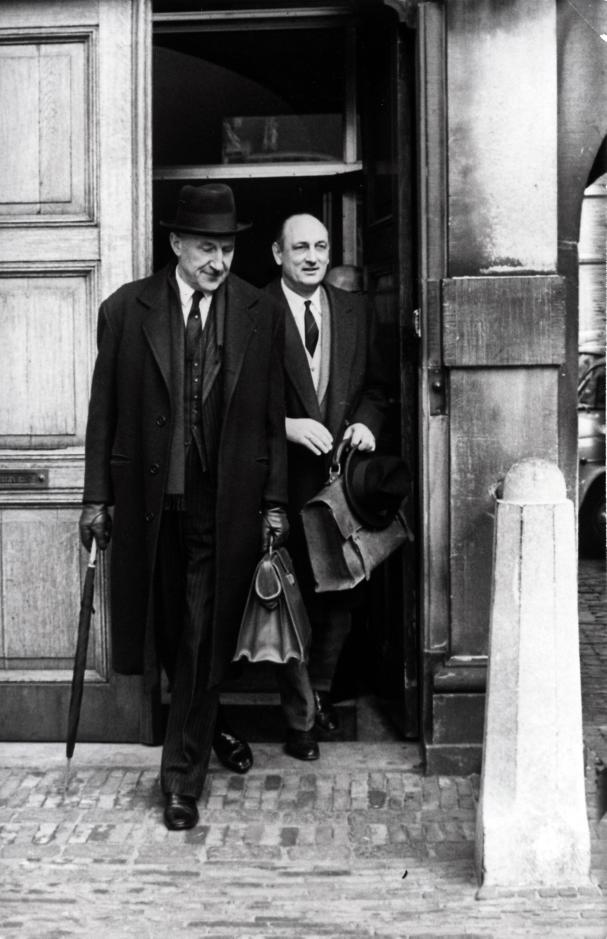
Minister van Buitenlandse Zaken Joseph Luns (links) en minister van Binnenlandse Zaken Edzo Toxopeus op 5 maart 1965.

## Ambtsbekleders
| Ambtsbekleders                          | Ambtsbekleders                 | Ambtsbekleders                                   | Minister / Ministerie                        | Minister / Ministerie | Termijn                              | Partij |
| --------------------------------------- | ------------------------------ | ------------------------------------------------ | -------------------------------------------- | --- | ------------------------------------ | ------ |
|                                         | V.G.M. (Victor) Marijnen       | mr. V.G.M. (Victor) Marijnen (1917–1975)         | Minister-president / Minister                | Algemene Zaken | 24 juli 1963 – 14 april 1965         | KVP    |
|                                         | B.W. (Barend) Biesheuvel       | mr. B.W. (Barend) Biesheuvel (1920–2001)         | Vicepremier / Minister                       | Landbouw en Visserij | 24 juli 1963 – 5 april 1967          | ARP    |
| Minister                                | B.W. (Barend) Biesheuvel       | mr. B.W. (Barend) Biesheuvel (1920–2001)         | Surinaamse en Nederlands- Antilliaanse Zaken | | 24 juli 1963 – 5 april 1967          | ARP    |
|                                         | E.H. (Edzo) Toxopeus           | mr. E.H. (Edzo) Toxopeus (1918–2009)             | Minister                                     | Binnenlandse Zaken | 19 mei 1959 – 14 april 1965          | VVD    |
|                                         | J.M.A.H. (Joseph) Luns         | mr. J.M.A.H. (Joseph) Luns (1911–2002)           | Minister                                     | Buitenlandse Zaken | 13 oktober 1956 – 6 juli 1971        | KVP    |
|                                         | H.J. (Johan) Witteveen         | dr. H.J. (Johan) Witteveen (1921–2019)           | Minister                                     | Financiën | 24 juli 1963 – 14 april 1965         | VVD    |
|                                         | Y. (Ynso) Scholten             | mr. Y. (Ynso) Scholten (1918–1984)               | Minister                                     | Justitie | 24 juli 1963 – 14 april 1965         | CHU    |
|                                         | J.E. (Koos) Andriessen         | dr. J.E. (Koos) Andriessen (1928–2019)           | Minister                                     | Economische Zaken | 24 juli 1963 – 14 april 1965         | CHU    |
|                                         | P.J.S. (Piet) de Jong          | P.J.S. (Piet) de Jong (1915–2016)                | Minister                                     | Defensie | 24 juli 1963 – 5 april 1967          | KVP    |
|                                         | G.M.J. (Gerard) Veldkamp       | dr. G.M.J. (Gerard) Veldkamp (1921–1990)         | Minister                                     | Sociale Zaken en Volksgezondheid | 17 juli 1961 – 5 april 1967          | KVP    |
|                                         | Th.H. (Theo) Bot               | mr. Th.H. (Theo) Bot (1911–1984)                 | Minister                                     | Onderwijs, Kunsten en Wetenschappen | 24 juli 1963 – 14 april 1965         | KVP    |
|                                         | J. (Jan) van Aartsen           | mr. J. (Jan) van Aartsen (1909–1992)             | Minister                                     | Verkeer en Waterstaat | 24 juli 1963 – 14 april 1965         | ARP    |
|                                         | P.C.W.M. (Pieter) Bogaers      | drs. P.C.W.M. (Pieter) Bogaers (1924–2008)       | Minister                                     | Volkshuisvesting en Bouwnijverheid | 24 juli 1963 – 22 november 1966      | KVP    |
|                                         | J.F. (Jo) Schouwenaar-Franssen | drs. J.F. (Jo) Schouwenaar- Franssen (1909–1995) | Minister                                     | Maatschappelijk Werk | 24 juli 1963 – 14 april 1965         | VVD    |
| Ambtsbekleders                          | Ambtsbekleders                 | Ambtsbekleders                                   | Staatssecretaris / Portefeuille / Ministerie | Staatssecretaris / Portefeuille / Ministerie | Termijn                              | Partij |
|                                         | L. (Leo) de Bloc               | mr. L. (Leo) de Block (1904–1988)                | Staatssecretaris                             | • Europese Zaken • Internationale Vervoer Beleid (Buitenlandse Zaken) | 3 september 1963 – 5 april 1967      | KVP    |
|                                         | I.N.Th. (Isaäc) Diepenhorst    | mr.dr. I.N.Th. (Isaäc) Diepenhorst (1907–1976)   | Staatssecretaris                             | • Ontwikkelings- samenwerking • Verenigde Naties Beleid (Buitenlandse Zaken) | 28 november 1963 – 14 april 1965     | CHU    |
|                                         | W.H. (Willem) van den Berge    | dr. W.H. (Willem) van den Berge (1905–1987)      | Staatssecretaris                             | • Fiscale Zaken • Belastingdienst (Financiën) | 27 mei 1959 – 14 april 1965          | O      |
|                                         | J.A. (Joop) Bakker             | drs. J.A. (Joop) Bakker (1921–2003)              | Staatssecretaris                             | • Middenstand • Regionale Industrialisatie • Toerisme (Economische Zaken) | 3 september 1963 – 22 november 1966  | ARP    |
|                                         | J.C.E. (Joop) Haex             | J.C.E. (Joop) Haex (1911–2002)                   | Staatssecretaris                             | • Landmacht (Defensie) | 14 augustus 1963 – 14 april 1965     | CHU    |
|                                         | A. (Adri) van Es               | A. (Adri) van Es (1913–1994)                     | Staatssecretaris                             | • Marine (Defensie) | 14 augustus 1963 – 16 september 1972 | ARP    |
|                                         | W. (Willem) den Toom           | W. (Willem) den Toom (1911–1998)                 | Staatssecretaris                             | • Luchtmacht (Defensie) | 25 november 1963 – 14 april 1965     | VVD    |
|                                         | A.J.H. (Louis) Bartels         | dr. A.J.H. (Louis) Bartels (1915–2002)           | Staatssecretaris                             | • Volksgezondheid • Ouderenbeleid • Gehandicapten- beleid (Sociale Zaken en Volksgezondheid) | 3 september 1963 – 5 april 1967      | KVP    |
|                                         | J.F.G.M. (José) de Meijer      | dr. J.F.G.M. (José) de Meijer (1915–2000)        | Staatssecretaris                             | • Sociale Zekerheid • Bijstand • Arbeids- omstandigheden • Maatschappelijke Dienst- verlening • Pensioenen • Armoedebeleid • Publiekrechtelijke Bedrijfs- organisatie (Sociale Zaken en Volksgezondheid) | 15 november 1963 – 5 april 1967      | KVP    |
|                                         | J.H. (Hans) Grosheide          | mr. J.H. (Hans) Grosheide (1930-2022)            | Staatssecretaris                             | • Basisonderwijs • Algemeen Voortgezet Onderwijs • Buitengewoon Onderwijs (Onderwijs, Kunsten en Wetenschappen)                                                                                          | 3 september 1963 – 6 juli 1971       | ARP    |
|                                         | L.J.M. (Louis) van de Laar     | drs. L.J.M. (Louis) van de Laar (1921–2004)      | Staatssecretaris                             | • Volk- sontwikkeling • Jeugdbeleid • Cultuurbeleid • Kunstbeleid • Mediabeleid • Sport • Natuurbehoud (Onderwijs, Kunsten en Wetenschappen)                                                             | 24 oktober 1963 – 14 april 1965      | KVP    |
|                                         | M.J. (Mike) Keyzer             | M.J. (Mike) Keyzer (1911–1983)                   | Staatssecretaris                             | • Wegverkeer • Openbaar Vervoer • Luchtvaart • Spoorwegen • Scheepvaart (Verkeer en Waterstaat) | 22 oktober 1963 – 14 april 1965      | VVD    |
| Bron: Kabinet-Marijnen Rijksoverheid.nl |                                |                                                  |                                              | |                                      |        |

## Kabinetsformatie
- Tweede Kamerverkiezingen 1963: 15 mei 1963
- Beëdiging kabinet: 24 juli 1963
- Duur formatie: 50 dagen
- Informateur
  - Carl Romme (KVP), (20 mei 1963 – 4 juni 1963) 16 dagen
- Informateur
  - Wim de Kort (KVP), (6 juni 1963 – 26 juni 1963) 21 dagen
- Informateur
  - Louis Beel (KVP), (28 juni 1963 – 4 juli 1963) 7 dagen
- Formateur
  - Jan de Quay (KVP), (5 juli 1963 – 15 juli 1963) 11 dagen
- Formateur
  - Victor Marijnen (KVP), (16 juli 1963 – 23 juli 1963) 8 dagen

## Reden ontslagaanvraag
Op 27 februari 1965 kwam het tot een voortijdig einde van het kabinet. De exacte redenen voor de val bleven duister, maar duidelijk was wel dat er in de ministerraad geen overeenstemming was bereikt over het omroepbeleid. Minister-president Victor Marijnen kon niets anders dan koningin Juliana het ontslag aanbieden van zijn kabinet.